# HD 143209
HD 143209，又名BD+40 2948，SAO 64988、HR 5950，是一颗恒星，视星等为6.31，位于銀經63.29，銀緯49.68，其B1900.0坐标为赤經15h 53m 58.5s，赤緯+39° 49.68′ 51″。